# Subjecte agent
En gramàtica tradicional, un subjecte agent (de vegades anomenat subjecte lògic) és un sintagma (conjunt de paraules) que sintàcticament és un subjecte. Concorda amb verbs en veu activa, i que temàticament designa una entitat que executa, controla o presideix l'acció i, per tant, exerceix un paper temàtic d'agent. Per exemple, en 
En Pere menja peres.
En Pere dirigeix les obres.
Com a tal, se sol oposar al subjecte pacient de les oracions en veu passiva. En altres oracions com:
En Pere dorm.
En Pere pensa.
Encara que alguns autors segueixen usant el terme «subjecte agent» altres autors prefereixen considerar que el subjecte té un paper temàtic d'«experimentador» ja que en principi no controla l'acció sinó que està en un estat mental consistent a tenir una experiència que no pot controlar-se conscientment.